# Шик, Конрад
Ко́нрад Шик (нем. Conrad Schick; 27 января 1822, Битц, Вюртемберг — 23 декабря 1901, Иерусалим) — палестинский архитектор, краевед, исследователь и археолог немецкого происхождения.

## Биография
Родился в Германии в протестантской семье. Учился в немецких городах Корнталь-Мюнхинген в протестантском институте и в паломническо-миссионерском колледже Беттингена рядом с Базелем, где обучался строительству и миссионерству. По окончании учёбы в 1846 году в возрасте 24 лет, отправился с несколькими молодыми людьми в Святую Землю по линии швейцарской протестантской миссии из Беттингена в Палестину обучать местную молодежь трудовым навыкам. Группа миссионеров по прибытии в Палестину быстро распалась, а сам Конрад Шик вместе со своим будущим коллегой по дому трудолюбия, торговал швейцарскими часами на арабском рынке старого города Иерусалима, где завёл немало связей среди христиан, мусульман и евреев, которые пригодились ему впоследствии в трудовой деятельности. Затем вместе с основателем сети сиротских приютов Йоханом Шнеллером, при поддержке еврейского фонда из Лондона и английского миссионера епископа Самуэля Гобата, основал будущий «Дом трудолюбия» при англиканской церкви Христа в Иерусалиме, где еврейская молодежь обучалась ремесленным навыкам столярного и строительного дела.
Женился на немецкой миссионерке Фредерике Дублер. Самостоятельно освоил профессии архитектора, инженера и конструктора и властями городского совета города Иерусалима, был привлечён на работу городским инженером. Также изучил и освоил разговорные арабский и еврейский языки. В результате профессиональной и общественной деятельности сотрудничал с Немецким палестинским фондом (Deutscher Palästina-Verein) , Британским фондом исследования Святой Земли (Palestine Exploration Fund), немецким археологическим обществом, Императорским православным палестинским обществом, Русской духовной миссией в Иерусалиме и др. Автор множества статей по археологии, краеведению, истории Святой Земли. Скончался 23 декабря 1901 года в Иерусалиме. Похоронен вместе с женой на протестантском кладбище на горе Сион в Иерусалиме. Именем Конрада Шика названа одна из улиц в восточном Иерусалиме. Конрад Шик в течение своей жизни в Иерусалиме собрал библиотеку, сохранившуюся до сих пор в одном из помещений комплекса протестантской церкви Христа в старом городе Иерусалима, недалеко от Яффских ворот.
Под руководством создателя Русской Палестины начальника Русской Духовной Миссии Антонина (Капустина) принял участие в работе на Русских раскопках у Храма Гроба Господня, её итогом стало открытие 10 июня 1883 г. Порога Судных Врат, через которые Христос шёл на Голгофу.

## Архитектурные проекты

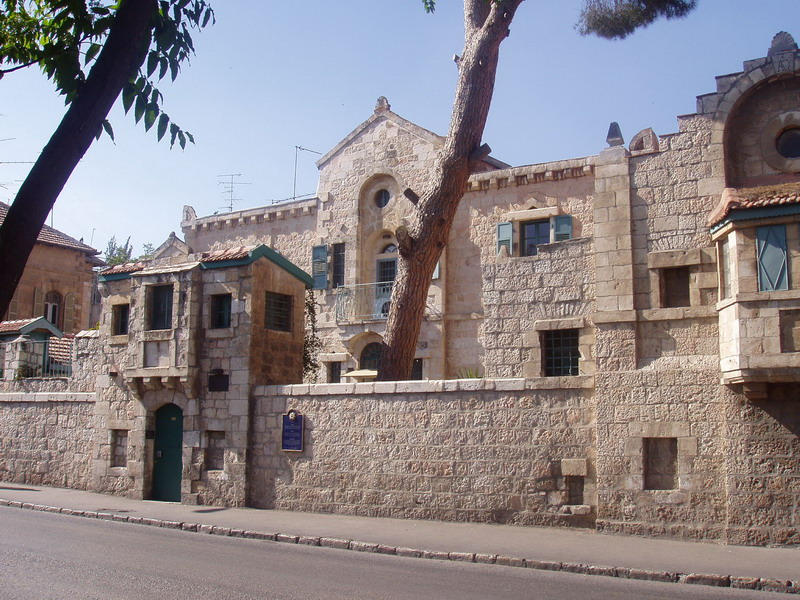
Дом Фавор. Иерусалим. Построен К. Шиком в 1889 г. для своей семьи

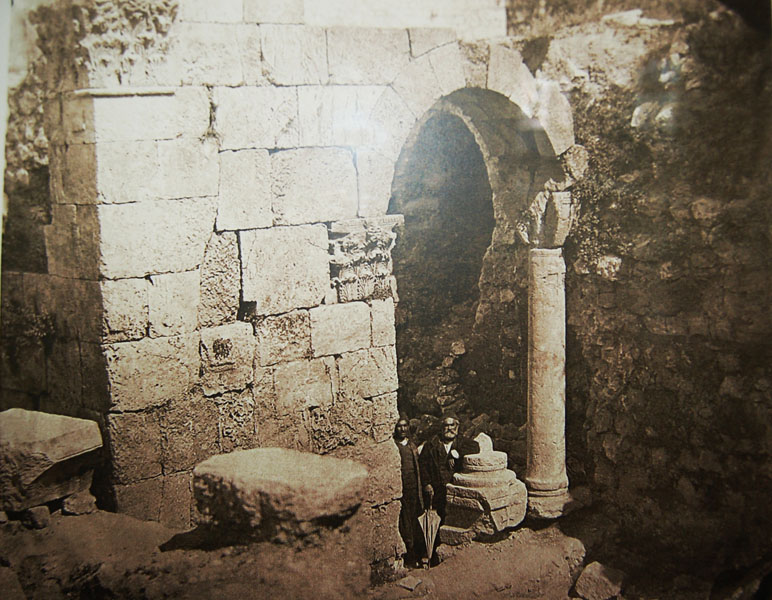
Иерусалимский архитектор Конрад Шик на русских раскопках. 1883 г. Фото монаха Иосифа

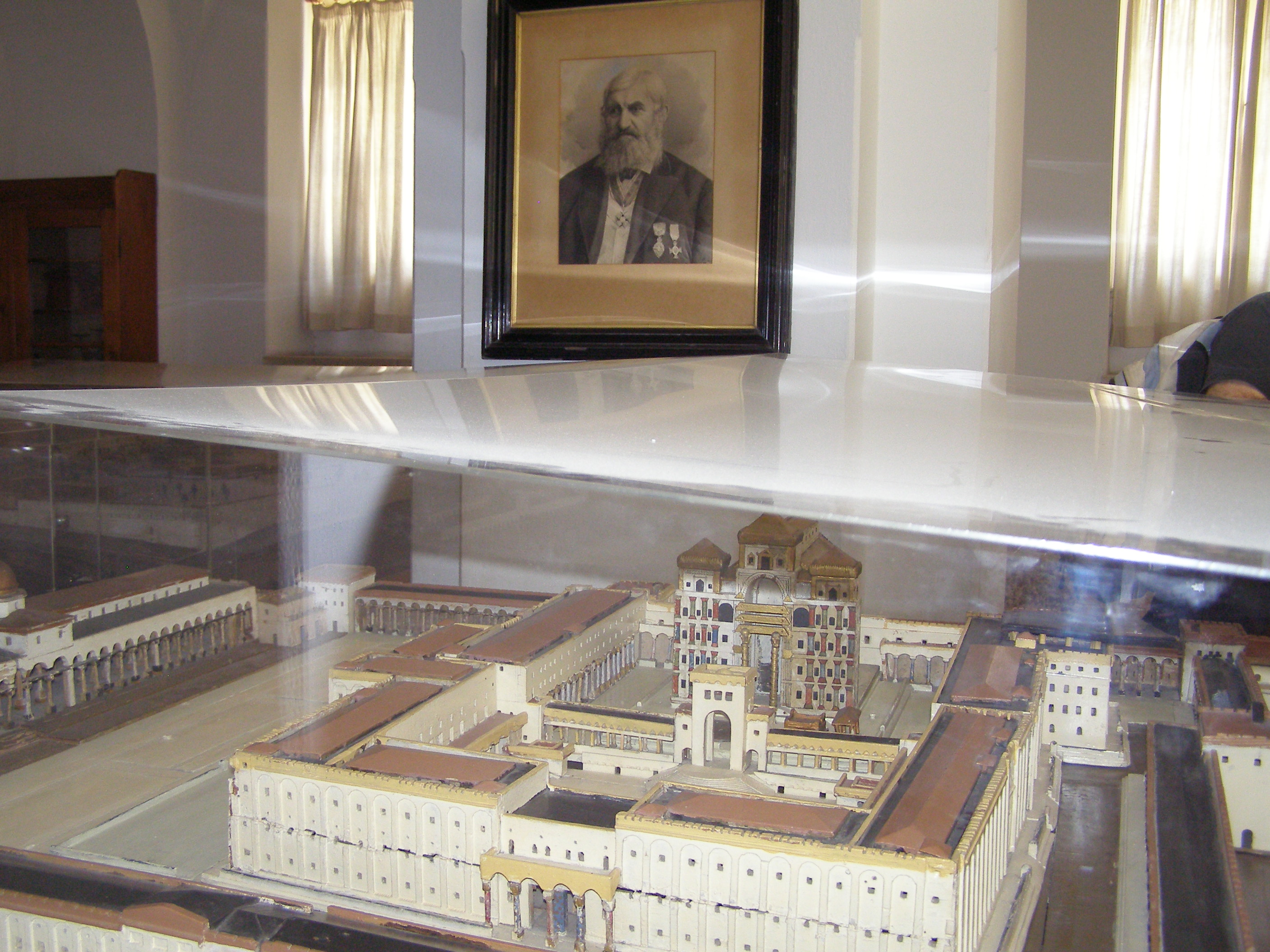
Модель II Иерусалимского храма в школе Шмидта. Посредине портрет К. Шика

Конрад Шик был архитектором-самоучкой, тем не менее был весьма популярен среди различных общин города Иерусалима и участвовал во многих архитектурных проектах в городе, строительстве дорог, больниц, школ и целых районов города Иерусалима, среди которых следует выделить:
- Госпиталь-лепрозорий в Иерусалимском районе Мамила. (Сейчас ул. Агрон). 1860-е гг.
- Здание санатория в английском госпитале на улице Пророков. 1863 г.
- Школа-приют для девочек «Талита Куми» («Девица, встань» в переводе с арамейского языка) на улице короля Георга V. 1868 г. (На сегодняшний день от приюта остались только ворота с надписью «Талита куми» и часами).
- Планирование еврейского района в Иерусалиме под названием «Меа Шеарим» общей площадью 32 дунама (32 тыс. м²). 1870-е годы.
- Планирование «Бухарского квартала» в Иерусалиме.
- Планирование еврейского квартала «Батей Моше» в старом городе Иерусалима
- Больница-лепрозорий имени Герхарда Хансена в Иерусалимском районе Тальбия[англ.] 1885—1887 годы
- Шоссе дороги на Хеврон
- Эфиопское консульство на улице Пророков в Иерусалиме
- Эфиопская церковь Хабашей в западном Иерусалиме
- Конструкция и оформление Новых ворот старого города Иерусалима
- Новое оформление Яффских ворот старого города Иерусалима
- Старая железнодорожная станция между Яффой и Иерусалимом
- Дом Фавор на улице Пророков в Иерусалиме, построенный К. Шиком для собственной семьи в 1889 году.[10] На сегодняшний день здесь располагается шведский протестантский богословский институт[англ.][11]

## Археологические исследования
Конрад Шик увлекался археологией и древностями, помогая таким известным учёным как Чарлз Уилсон, Клод Кондер и Генри Тристрам. Известно его участие в нескольких археологических раскопках:
- Кубейбе[англ.]. Определение евангельского Эммауса. Раскопки производились усилиями ордена францисканцев на руинах церкви крестоносцев. Были найдены развалины построек периода II храма, в том числе «дом Клеопы», развалины которого вошли в основание современной церкви, освященной в 1902 году
- Участие в раскопках у Храмовой горы
- Исследование Храмовой горы. 1872 год
- Раскопки и оформление площади Муристан в старом городе Иерусалима, на которой позже была построена немецкая лютеранская церковь Спасителя
- Повторная находка Силоамского туннеля в городе Давида и его описание
- Определение библейских мест: Виффагии[13], Вифании, Вефиля и Галгала.
- Участие в русских раскопах в старом городе Иерусалиме[14]. Определение Порога Судных Врат. За участие в русских раскопках был награждён орденом святого Станислава II степени. 1884[15]
- Экспедиция в Моав и на восточное побережье Мёртвого моря
- Раскопки ворот «Танера» и индефикация их как «ворота Лазаря»
- Участие в раскопках «могилы Сада» в восточном Иерусалиме

## Архитектурные и топографические модели
Конрад Шик создал ряд архитектурных и топографических моделей, часть из которых находится сегодня в специально выделенном помещении нижнего этажа христианской школы Шмидта в восточном Иерусалиме. Модели были выполнены из дерева и имели масштаб 1:200. Часть моделей была выполнена для губернатора Иерусалима Сурайи Паши.
- Модель храма Гроба Господня. 1862
- Модель II храма. 1862
- Модель Иерусалима периода Христа. Перенесена из Лондона в протестантскую церковь Христа в старом городе Иерусалима
- Модель Харам аль Шерифа
- Модель Скинии Завета, которая участвовала в турецком павильоне на выставке[англ.] в Вене в 1873 г. За прекрасную работу, Король Вюртемберга Карл I наградил Конрада Шика почётным званием Королевского Вюртембергского архитектора (Royal Württembergian Hofbaurat).